# Czarnuszka (roślina)

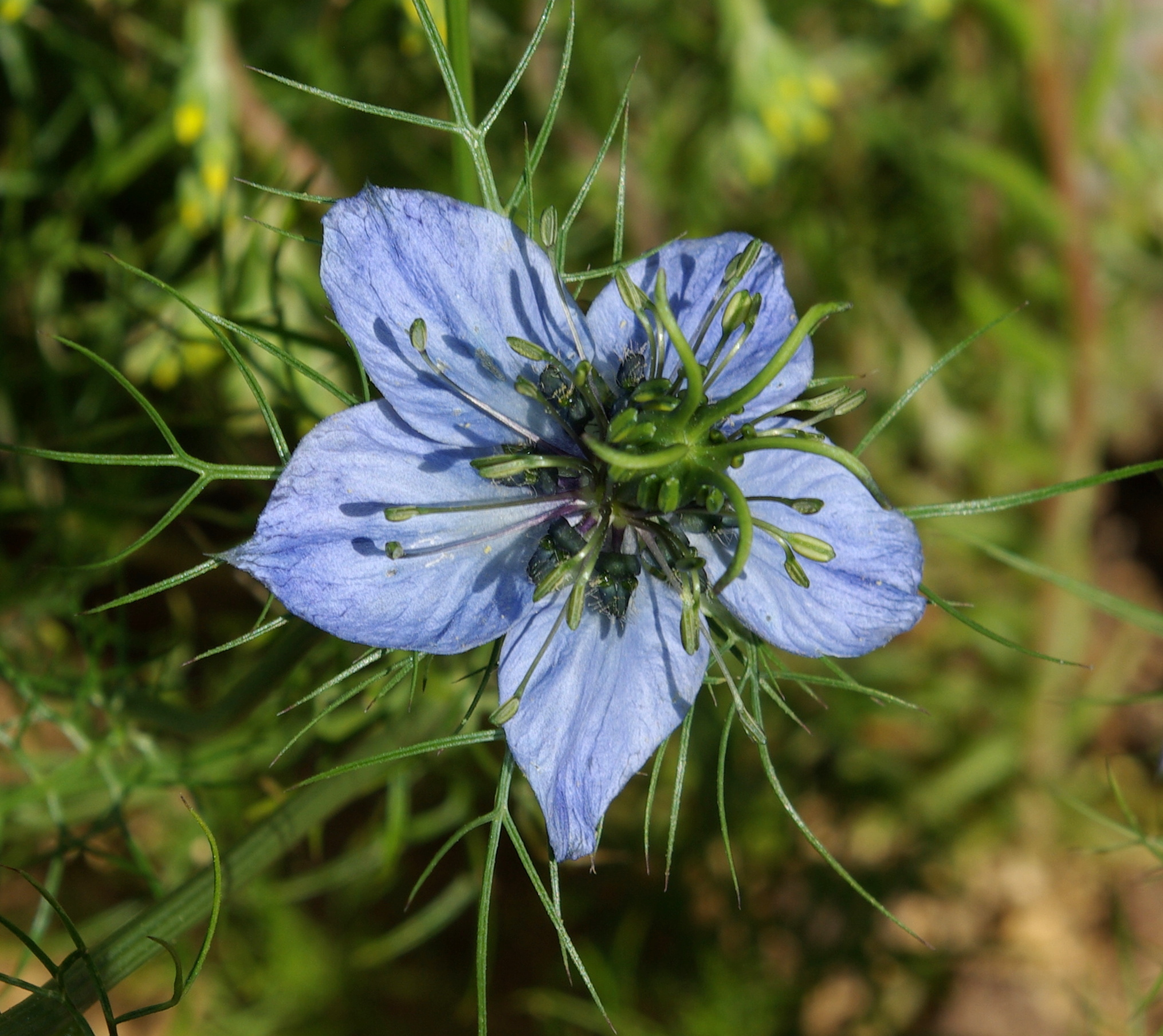
Kwiat czarnuszki damasceńskiej

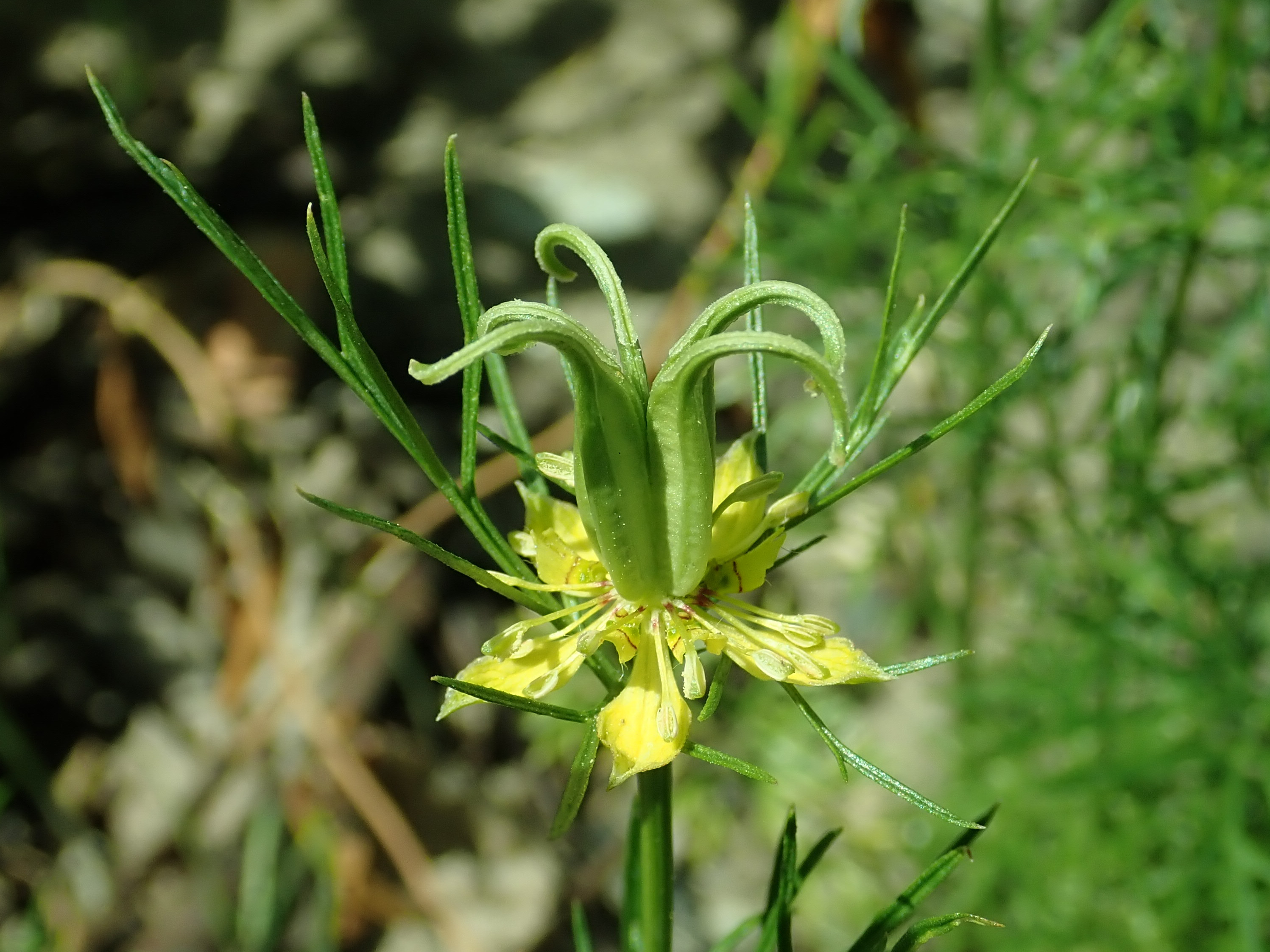
Czarnuszka wschodnia

Czarnuszka (Nigella L.) – rodzaj roślin jednorocznych z rodziny jaskrowatych, dziko rosnących głównie na obszarach śródziemnomorskich oraz w zachodniej Azji. Należy do niego około 25–26 gatunków. W Polsce dziko rośnie jeden gatunek – czarnuszka polna N. arvensis. Rośliny te wyróżniają się silnie podzielonymi liśćmi i mniej lub bardziej zrośniętymi, dętymi mieszkami. Wiele gatunków uprawianych jest jako rośliny ozdobne i przyprawy (aromatyczne nasiona).

## Morfologia
PokrójRośliny jednoroczne osiągające do 40 cm wysokości, z wyraźnym korzeniem palowym.
LiściePodwójnie lub potrójne pierzastosieczne o łatkach równowąskich, zwykle nitkowatych. Górne liście wyrastają często tuż pod kwiatem otulając go od dołu.
KwiatyPojedyncze lub po kilka w szczytowej części pędu, wzniesione. Działki, których jest zwykle 5, rzadziej od 4 do 8 mają kolor niebieski, rzadziej żółtawy, biały lub zielonkawy. U podstawy zwężone są zwykle w paznokieć. Płatki w liczbie 5–8 są przekształcone w kubkowate i dwuwargowe miodniki. Pręciki są liczne. Zalążnie są górne i mają długie szyjki.
OwoceKilka (5–10) mieszków w różnym stopniu zrośniętych ze sobą. Zawierają czarne nasiona (stąd też nazwa rośliny).

## Systematyka
Pozycja według APweb (aktualizowany system APG IV z 2016)
Rodzaj z podrodziny Ranunculoideae Arnott, rodziny jaskrowatych (Ranunculaceae) z rzędu jaskrowców (Ranunculales), należących do kladu dwuliściennych właściwych (eudicots). Reprezentuje plemię Nigelleae. Dwa pozostałe rodzaje z plemienia (czarnusznik Garidella i Komaroffia) bywają włączane do rodzaju Nigella.
Wykaz gatunków
- Nigella arvensis L. – czarnuszka polna
- Nigella bucharica Schipcz. – czarnuszka bucharska
- Nigella carpatha Strid
- Nigella ciliaris DC.
- Nigella damascena L. – czarnuszka damasceńska
- Nigella degenii Vierh.
- Nigella deserti Boiss.
- Nigella doerfleri Vierh.
- Nigella elata Boiss.
- Nigella fumariifolia Kotschy
- Nigella gallica Jord.
- Nigella hispanica L. – czarnuszka hiszpańska
- Nigella icarica Strid
- Nigella integrifolia Regel – czarnuszka całolistna
- Nigella koyuncui Dönmez & Ugurlu
- Nigella lancifolia Hub.-Mor.
- Nigella nigellastrum (L.) Willk.
- Nigella orientalis L. – czarnuszka wschodnia
- Nigella oxypetala Boiss.
- Nigella papillosa G.López
- Nigella sativa L. – czarnuszka siewna
- Nigella segetalis M.Bieb.
- Nigella stellaris Boiss.
- Nigella stricta Strid
- Nigella turcica Dönmez & Mutlu
- Nigella unguicularis (Poir.) Spenn.

## Zastosowanie
Teodor Tabernaemontanus w wydanej przez siebie w 1588 roku „Nowej kompletnej księdze ziół” podał ponad 150 zastosowań leczniczych czarnuszki. Wymienił stosowanie tego uniwersalnego ziela na dolegliwości żołądka, bóle głowy czy okłady z wywaru na oczy. Czarnuszkę w postaci wywaru podawało się również młodym matkom jako środek mlekopędny oraz regulujący zaburzenia miesiączki. Czarnuszka jest stosowana w przemyśle piekarniczym jako dodatek aromatyczny do pieczywa. W medycynie olej z nasion czarnuszki stosowany jest w preparatach, które wykazują działanie uspokajające, przeciwzapalne, przeciwgrzybiczne oraz wzmacniające układ odpornościowy.
Jako ozdobne uprawia się: czarnuszkę wschodnią, całolistną, hiszpańską, damasceńską i bucharską.